# Oskar Burri
Oskar Burri (* 16. Januar 1913 in Malters; † 23. April 1985 in Zumikon) war ein Schweizer Architekt und Innenarchitekt.

## Leben und Beruf

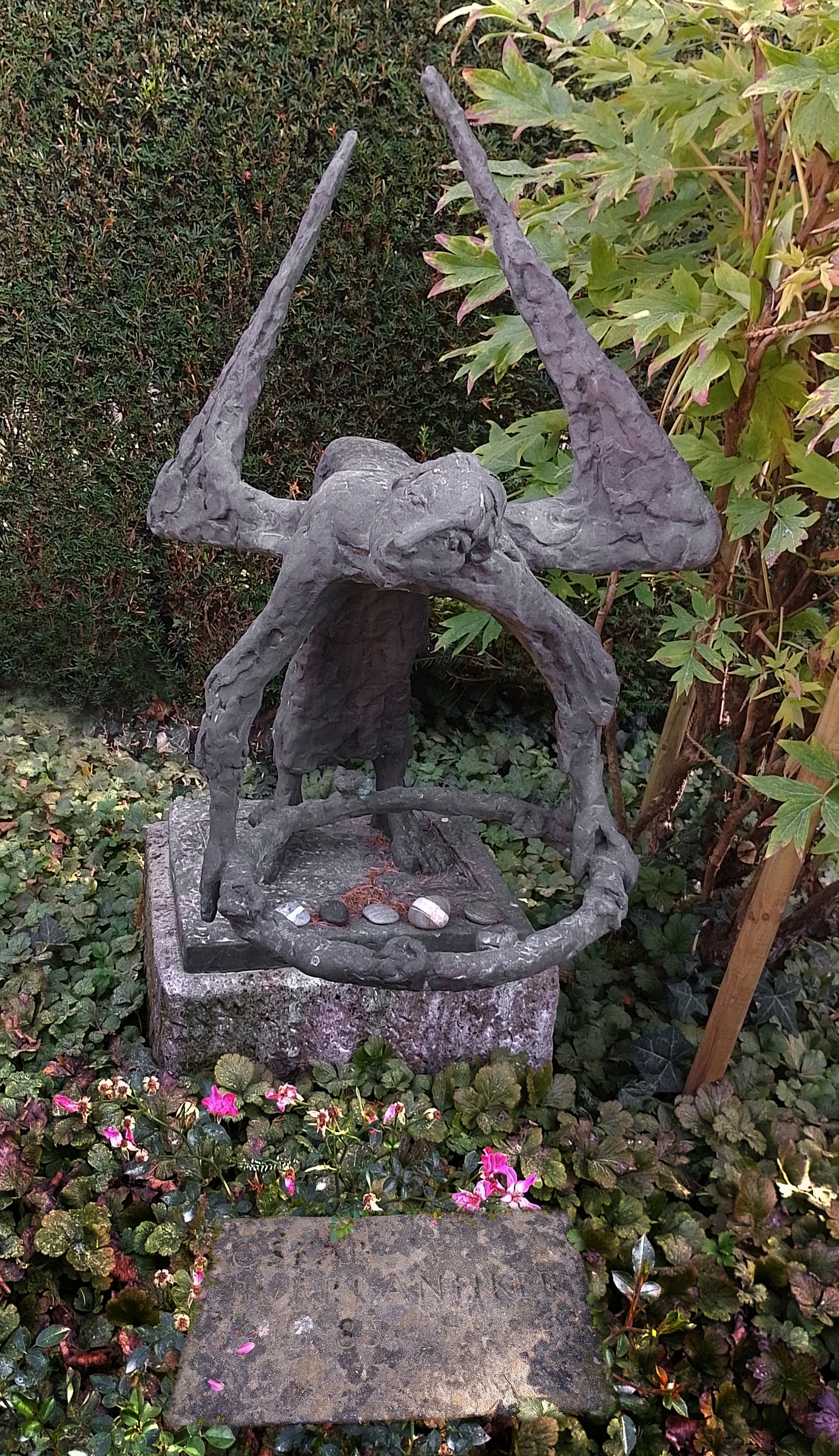
Grab, Friedhof Enzenbühl, Zürich

Die Möbelschreinerlehre, die Burri in Luzern 1934 abschloss, prägte seine Berufsvorstellung hinsichtlich Materialbehandlung und -fügung zeitlebens. 1933 bis 1936 besuchte er an der Kunstgewerbeschule Zürich die Fachklasse Innenausbau bei Wilhelm Kienzle. Daran schlossen sich ein längerer Aufenthalt in Wien, Praktika in Oslo und bei Le Corbusier 1937 bis 1938 in Paris an.
Wegen des Kriegsausbruchs in die Schweiz zurückgekehrt, war er neben seiner Architektentätigkeit in der heimatlichen Zentralschweiz Anfang der 1940er-Jahre Fachhörer an der ETH in Zürich, unter anderem bei Hans Hofmann.
1942 war er einer der zehn Gründungsmitglieder und erster Präsident der Vereinigung Schweizer Innenarchitekten und Innenarchitektinnen.
Einen Beitrag zur Ausstellung Unsere Wohnung des Schweizerischen Werkbunds gestaltete er zusammen mit Otto Glaus. Mit diesem und mit Jacques Schader ging er 1946 eine Bürogemeinschaft in Zürich ein, sie gewannen den ersten Preis im Wettbewerb für das Frauenspital Zürich. Mit Jacques Schader zusammen entwickelte er 1951 ein minimales, schnell aufbaubares Fünfeckhaus, das für Notunterkünfte, Feriensiedlungen etc. gedacht war. Ein Prototyp entstand in Schwarzenberg. Zudem heiratete er 1951 die Textilkünstlerin Elisabeth Burri.
Das Entwerfen von Ferienhäusern, Hotels und Schulungszentren vor allem in der Zentralschweiz wurde dann auch ein Standbein seines beruflichen Schaffens. So baute er an der von ihm selbst projektierten und finanzierten Feriensiedlung Mooshütte insgesamt über zwanzig Jahre, für die Schweizerische Nationalbank baute er Ende der 1970er-Jahre das Schulungshaus Haslizentrum in Hasliberg, für die Neue Warenhaus AG, für die er auch Geschäftsausbauten plante, die Jungfrau Lodge in Mürren.
Einen grossen Teil seiner Aufträge erhielt er aber auch von privaten Bauherren, denen er die Eigenheime errichtete. Diese werden charakterisiert als «oft mit begrenzten Mitteln errichtet, immer auf den Menschen bezogen, meist von der Küche als zentralem Ort her gedacht». Viele seiner Häuser baute er für Künstlerfreunde, die dort auch ihr Atelier besassen.
Oskar Burri fand seine letzte Ruhestätte auf dem Friedhof Enzenbühl in Zürich.

## Werke (Auswahl)
Die wichtigsten Bauten von Oskar Burri nach dem Nekrolog der Schweizer Bauzeitung
- Wohnhaus Halde 12, Malters LU, 1945
- Grotzli, Skihütte, Eigenthal LU; 1945
- Schärme, Ferienhaus, Schwarzenberg LU; 1947
- Furtig, Wohnhaus, Schwarzenberg, 1949
- Chrättli, Ferienhaus, Schwarzenberg LU; 1950
- Sommerau, Geschäftshaus, Malters LU, 1950
- Einfamilienhaus am Rotsee, 1951
- Bachstelzli, Wohnhaus, Meggen, 1951
- Fünfeckstudien, vorgefertigter Holzelementbau, 1951
- Wohnhaus Gartenstrasse 7, Malters, 1952
- Kleiderhof, Geschäftshaus, Malters, 1953
- Wiederaufbauhilfe in Mazedonien, Griechenland, im Auftrag der Schweizerischen Europahilfe, 1953/1954
- Drei Wohnhäuser + Atelier Rebhus, Zumikon ZH, 1955
- Schönisei, Ferienhaus, Sörenberg, 1956
- Kindergarten, Malters, 1958
- Wohnhaus Halde, Klingnau AG, 1958
- Bauernhaus Tobelhus, Zumikon, 1959
- Mehrfamilienhaus, Umbau, Steinwiesstrasse 52, Zürich, 1959
- Spenglerei, Werkstatt und Wohnung, Emmenstrasse 3, Malters, 1960
- Arztpraxis und Wohnhaus, Beckenried 1961
- Umbau Rustico, Scaiano TI, 1961
- Umbau Bauernhaus Zumikon ZH, 1962
- Kindergarten mit Samitätshilfestelle, Klingnau, 1963
- Möbelfabrik Bugmann & Schifferli, Döttingen, 1963/1964
- Wohnhaus und Atelier, Maur ZH, 1963
- Mooshütte, Feriensiedlung, Schwarzenberg, 1963–1985
- Wohnhaus, Wengi 15, Zumikon ZH, 1964
- Al Eco, Ferienhäuser, Orselina, 1964
- Bauprojekte und Innenorganisationen für Neue Warenhaus AG, Zürich, 1965–1978
- Wohnhaus Steiner-Schröter, Gartenstrasse 5, Malters,
- Wohnhaus von Büren, Bassersdorf ZH
- Jungfrau Lodge, Hotel, Mürren BE, 1969
- Wohnhaus, Stettbachstrasse 13, Zollikon, 1970
- Ferienhaus Hasliberg-Wasserwendi, Brünig BE, 1970
- Autogarage und Wohnungen, Malters, 1971
- Seeblick, Wohnhaus, Aeugst, 1974
- Wohnhaus mit Atelier Rutelli, Bassersdorf, 1975
- Umbau Zahnarztpraxis und Wohnhaus Hammer, Malters 1976
- Hotel Helmhaus, Umbau, Zürich, 1977
- Haslizentrum, Schulungszentrum mit Hotel und Jugendhaus, Hasliberg, 1978–1980
- Doppelwohnhaus Morf-Leimacher, Dietlikon, 1981
- Robänkli, Wohnhaus, Seegräben, 1981
- Wohnhaus Horat, Lärchenstrasse, Schwyz, 1983
- Umbau Mehrfamilienhaus Holbeinstrasse 7, Basel, 1984
- Umbau Mehrfamilienhaus Wettsteinallee, Basel, 1985
- Alte Post, Wohnhaus, Malters, 1985

## Belege
1. 1 2 3 4 5  Jakob Zweifel: Der Architekt Oskar Burri, 1913–1985. Nachruf in: Schweizer Ingenieur und Architekt. Bd. 104 (1986) Nr. 48 S. 1249–1257. doi:10.5169/seals-76323
2. ↑  Claude Lichtenstein: Burri, Oskar. In: Isabelle Rucki und Dorothee Huber (Hrsg.): Architektenlexikon der Schweiz – 19./20. Jahrhundert. Birkhäuser, Basel 1998, ISBN 3-7643-5261-2. S. 109.
3. ↑  Wettbewerb für eine Frauenklinik in Zürich. Bericht in: Schweizerische Bauzeitung. Bd. 128 (1946) Nr. 3 S. 31 ff.
4. ↑  citymobile | Jungfrau-Lodge, Wohnhaus mit Arztpraxis. Ehemals im Original (nicht mehr online verfügbar); abgerufen am 18. Mai 2017. (Seite nicht mehr abrufbar. Suche in Webarchiven)  Info: Der Link wurde automatisch als defekt markiert. Bitte prüfe den Link gemäß Anleitung und entferne dann diesen Hinweis.

| Personendaten    | Personendaten                          |
| ---------------- | -------------------------------------- |
| NAME             | Burri, Oskar                           |
| KURZBESCHREIBUNG | Schweizer Architekt und Innenarchitekt |
| GEBURTSDATUM     | 16. Januar 1913                        |
| GEBURTSORT       | Malters                                |
| STERBEDATUM      | 23. April 1985                         |
| STERBEORT        | Zumikon                                |